# Aleksandr Dondukov-Korsákov

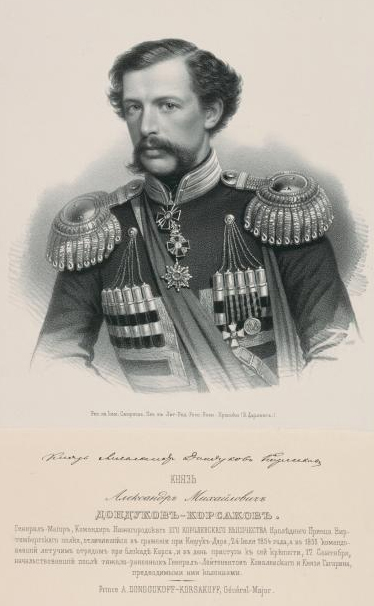
Dondukov-Korsákov en un retrato de entre 1858 y 1861.

El kniaz Aleksándr Mijáilovich Dondukov-Korsákov (en ruso: Алекса́ндр Миха́йлович Дондуко́в-Корса́ков; San Petersburgo, 12 de septiembre de 1820 - uyezd de Pórjov, guberniya de Pskov, 15 de abril de 1893), general y estadista ruso, participante en la guerra del Cáucaso y en la de Crimea.

## Biografía
Nació en una familia aristócrata de origen calmuco. Su padre era Mijáil Aleksándrovich Dondukov-Korsákov (1769-1864), vicepresidente de la Academia de Ciencias de Petersburgo. Su madre era María Nikítichna (1803-1884), por quien provenía el principado. Tuvo varios hermanos y hermanas: Nikolái (1821-1856), Alekséi (1822-1894, escritor y biógrafo), Vera (1824-1844), Nikita (1826-1860, coronel), María (1828-1909, conocida filántropa), Olga (1834-1869), Nadezhda (1836-1900), Vladímir (1840-1902) y Sofía (1845-1870).
Fue educado en una escuela para nobles, y estudió en la facultad de Derecho de la Universidad de San Petersburgo, ingresando el 20 de enero de 1841, con el rango de sargento, en el Regimiento de Coraceros de la Guardia de Su Majestad. El 17 de febrero fue nombrado júnker, el 25 de enero fue promovido a corneta y el 5 de diciembre de 1843 a teniente.
El 5 de abril de 1844 fue nombrado oficial especial a las órdenes del comandante del Cuerpo Independiente del Cáucaso ayudante-general Aleksándr Neidgardt, ingresando en la caballería. Más tarde estaría a disposición del gobernador del Cáucaso, el kniaz Mijaíl Vorontsov. Además de estar al cargo de la correspondencia confidencial, se distinguió en varias acciones de combate.
En la Campaña de Dargó de 1845, bajo la supervisión del general Diomid Pássek, participó en la captura de la fortaleza de Anchimer y en el fallido asalto de Dargó (Chechenia), donde fue herido de bala en la pantorrilla izquierda. El 28 de noviembre de 1845 se le concedió la Orden de Santa Ana, y el 27 de febrero de 1846 la Espada de Oro "Al Valor". 
Sus siguientes campañas serían en Kabardia contra las fuerzas del imán Shamil, y bajo el mando del general Piotr Nésterov y en Chechenia menor bajo el también general Iván Labýntsev. Participó en la marcha del general Nésterov en 1847 por el desfiladero Galashevski para destruir los aules rebeldes. Más tarde ese año asaltaría, al mando de Nikolái Sleptsov las poblaciones chechenas rebeldes, tras lo que se dedicaría a inspeccionar las fronteras ruso-persas y ruso-turcas y al registro de los destacamentos de cosacos en servicio. 
En mayo, de vuelta en el Cáucaso Norte, participó en los asaltos a Guerguébil y Salta, siendo herido en el hombro en el último de estos asaltos. El 12 de octubre de 1847 fue nombrado shtabs-rótmistr de caballería y el 19 de noviembre fue nombrado caballero de cuarta clase de la Orden de San Vladimiro. A finales de ese año se unió al Regimiento de Guardia Real de Húsares. Bajo el mando de Robert Freitag participó en la campaña de este al río Goita (afluente del Sunzha).
En la campaña de 1848 actuó en Chechenia y por su distinción en el combate fue nombrado caballero de segunda clase de la Orden de Santa Ana. En noviembre de ese año es enviado en comisión de servicio a Persia. Al año siguiente volvió a Chechenia. En 1850 se encontraba en el flanco izquierdo de la línea del Cáucaso y en la expedición de verano al río Samur. En otoño fue enviado en comisión de servicio a Crimea para encontrarse con el zarévich Alejandro y acompañarlo en un viaje al Cáucaso. 
Es nombrado rótmistr el 20 de octubre. En presencia del heredero, el 26 de octubre participó en el combate contra los montañeses en el río Roshni, por lo que es condecorado con la Orden de Santa Ana de segunda clase y es nombrado coronel el 6 de diciembre. En 1851 se encontraba en el río Bélaya combatiendo a los montañeses. En otoño de 1852 pasa al regimiento de Dragones de Nizhny Nóvgorod, y en 1853 viajó a Argelia para conocer la organización militar francesa y la gestión de la guerra que los franceses mantenían allí, con características semejantes a las operaciones militares de Rusia en el Cáucaso.
En la Guerra de Crimea Dondukov-Korsákov tuvo una participación más activa. Por la batalla de Kuriuk-Don, donde fue herido de bala en el antebrazo izquierdo, fue nombrado el 22 de diciembre de 1854 la caballero de cuarta clase de la Orden de San Jorge. Al mando del Regimiento de Dragones de Nizhni Nóvgorod estuvo en el asedio de Kars (1855), recibiendo por sus acciones el nombramiento de caballero de tercera clase de la Orden de San Vladimiro. Participó en el asalto de Peniaku con el general Piotr Kovalevski. Por es asalto a Kars recibió el rango de mayor general el 17 de septiembre de ese año.
Con el regimiento de Nizhni Nóvgorod Dondukov-Korsákov participó en el sometimiento definitivo de Chechenia, el 28 de septiembre de 1857, recibiendo por la campaña invernal de 1856 el nombramiento de caballero de primera clase de la Orden de San Estanislao de 1.er grado. El 25 de octubre de 1858 el príncipe Dondukov-Korsakov, por un conflicto con el general ayudante Nikolái Evdokimov por un insulto a un oficial del regimiento, es relevado del mando del Regimiento de Dragones de Nizhni Nóvgorod.

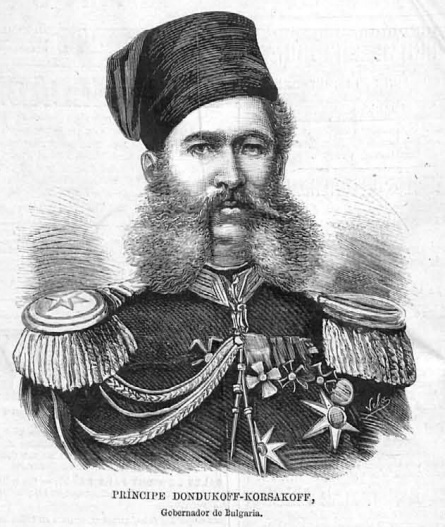
Imagen de Dondukov-Korsákov en un grabado español de 1878

Entre 1860 y 1863 es jefe del estado mayor militar del ejército del Don, y el 6 de diciembre de 1860 fue nombrado caballero de primera clase de la Orden de Santa Ana de 1.er grado, y el 30 de agosto de 1861 fue ascendido a teniente general. 
El 5 de octubre de 1863 es relevado del servicio a petición suya "por las heridas", y en verano de 1868 volvió al servicio y fue adscrito al Ministerio del Interior. En 1869 el príncipe Dondukov-Korsákov, es nombrado general gobernador del krai del Sudoeste. El 1 de enero de 1872 fue nombrado caballero de la Orden del Águila Blanca y el 30 de agosto de 1875 caballero de la Orden de San Alejandro Nevski. Es puesto al mando temporalmente de la región militar de Kiev y participa en la Guerra Ruso-Turca (1877-1878). Tras ella es promovido a general de caballería y es nombrado comisario imperial ruso en Bulgaria, donde en 1879 y 1880 estuvo al mando del cuerpo de ocupación. 
El 29 de julio de 1879 fue nombrado caballero de primera clase de la Orden de San Vladimiro de 1.er grado. En Bulgaria se encargó de organizar la administración del país y acabar con la resistencia en el interior, tarea que desarrolló brillantemente. Al salir de Bulgaria, le fue asignada la 9.ª Escuadra Turnovo que pasaría a llamarse Dondukovski. El 30 de agosto de 1879 fue nombrado miembro del Consejo de Estado del Imperio Ruso.
En 1880 tomó el mando de la región militar de Járkov y fue nombrado gobernador militar de la ciudad. Al año siguiente pasaría a encargarse de las mismas tareas en Odesa. Entre 1882 y 1890 fue gobernador supremo del Cáucaso y comandante de la región militar del Cáucaso.
En 1881 un bulevar de Sofía fue bautizado con su nombre.

## Familia
Se casó con la hija del general de infantería Andréi Kologrívov, Nadezhda (†1884) y tuvo dos hijos Mijaíl (1853-1901) y Nikolái (1858-1896).